# Кліт-травоколірник фіґурний
Кліт-травоколі́рник фіґу́рний (лат. Chlorophorus figuratus (Scopoli, 1763) = Callidium plebejum Fabricius, 1781 = Clytus cordiger Aragona, 1830) — вид жуків з родини вусачів.

## Хорологія

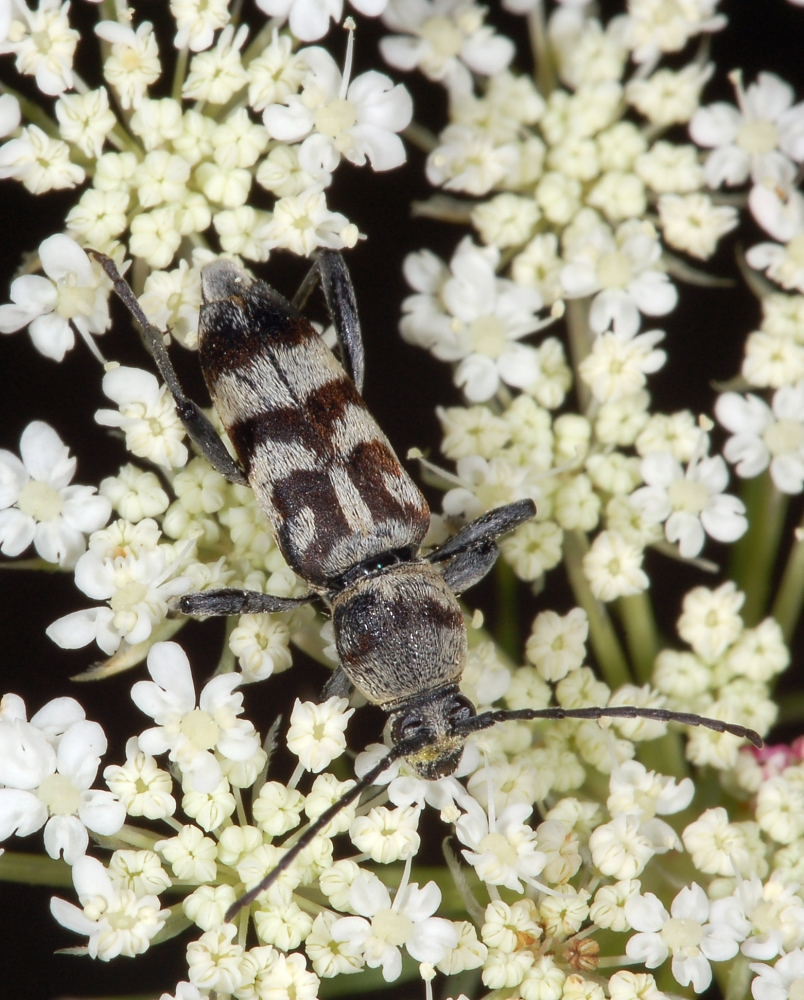
Кліт-травоколірник фіґурний (Chlorophorus figuratus (Scopoli, 1763)

Ch. figuratus — західнопалеарктичний вид, палеарктичного зооґеографічного комплексу. Ареал охоплює Європу, окрім півночі, Кавказ, Закавказзя, Малу та Середню Азію, Західну частину Росії. У Карпатському Єврорегіоні України вид зустрічається в передгірних районах, де приурочений до листяних лісових формацій, переважно утворених дубом. Ch. figuratus є звичайним на Закарпатті в зоні передгірних дубових лісів.

## Екологія
Комахи відвідують квіти. Літ триває з травня по серпень. Личинка розвивається в листяних деревах: дубі, липі, в’язі та гіркокаштані.

## Морфологія

### Імаго
Жук вкритий чорними волосками, які утворюють фон, на якому виділяється світлий малюнок із сіруватих волосків. Надкрила зі світлою перев'яззю позаду середини, такими ж плямами на плечах, дужковидною смугою, що йде від щитка вздовж шва і до зовнішнього краю надкрил на середині, а також вершини. Довжина тіла — 7-13 мм.

### Личинка
Личинка білуватого кольору, вкрита короткими жовтими або рудими волосинками. Мандибули з поперечною боріздкою, забарвлені в чорний колір. З кожної сторони голови наявно по одному маленькому вічку. Пронотум в основній частині з дрібними поздовжніми боріздками і глибшою серединною боріздкою. В личинок раннього віку немає ніг, а у дорослої личинки наявні рудиментарні ноги.

## Життєвий цикл
Генерація — 2 роки.